# アラブ連邦

アラブ連邦
الاتحاد العربي

アラブ連邦の位置

アラブ連邦（アラブれんぽう、アラビア語: الاتحاد العربي）は、1958年に短期間存在した、イラクとヨルダンによる連邦国家である。肥沃な三日月地帯を再びハーシム家の支配のもとに置こうとしたイラク首相ヌーリー・アッ＝サイードの計画の一環として始まった。

## 経緯

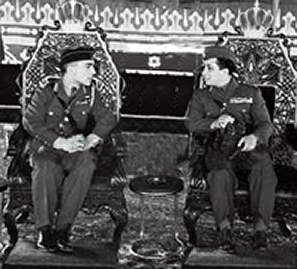
連邦結成の条約調印式に臨むイラク国王ファイサル2世とヨルダン国王フセイン1世

パレスチナ戦争におけるアラブ連合軍の敗北で軍将校らはアラブ諸王政が敗北の原因と考えるようになり、1952年にエジプト王国が自由将校団により共和制に移行。さらにスエズ戦争におけるエジプトの成功に他のアラブ諸国の軍も感化され、王政打倒の風潮が蔓延し、エジプトもこれを助長しようと宣伝に尽力する。
1957年にはまず、ハーシム家の君主国のヨルダン王国でクーデターが発生するが、なんとか切り抜ける。さらに1958年のはじめ、エジプトとシリアが汎アラブ主義に基づきアラブ連合共和国として統合したため間に挟まれ危機感を抱いたヨルダン王国は、同じハーシム家の君主国でアラブでの反共産親欧米派盟主を自負するイラク王国とともにアラブ連邦を構成する。連邦元首にはイラク王ファイサル2世が就任した。
7月14日革命でイラク王国が倒されたことにより、約半年で崩壊した。